# Gregor Montelonški
Gregor Montelonški ali Gregor iz Montelonga patriarh rimskokatoliške cerkve,  škof in i oglejski patriarh, * okoli 1200, v Ferentino, † 8. september 1269 v  Čedadu in tam pokopan.

## Življenje in delo
Rodil se je Landu Montelonškemu, ki je pripadal družini, sorodnikov grofov Segni, kateri je pripadal tudi papež Inocenc III., očetov bratranec. Družina je izvirala iz Montelonga (ozemlje med Ferentinom in Alatrijem). Od leta 1238 je bil prvi papeški legat v Lombardiji , kjer je vodil koalicijo gvelfskih mest proti cesarju Frideriku II.. Leta 1247 ga je papež Inocenc IV. poslal v Parmo, da bi vodil obrambo obleganega mesta, ki se je končalo februarja naslednje leto z zmago Parmežanov. Leta 1251 je bil imenovan za Aquileiaoglejskega patriarha (čeprav je moral na posvetitev čakati do leta 1256 ); tukaj je vodil gvelfsko frakcijo proti zaveznikom Friderika II., v odgovor je Konrad IV. (dedič in sin Friderika II.) spodbudil istrske občine k uporu.
Gregor se je tudi zavezal, da bo ohranil in okrepil ozemeljsko in duhovno celovitost patriarhata: sodeloval je v križarski vojni proti Ezzelinu III. da Romano, osebno je sodeloval pri obrambi Padove (septembra 1255). Uspelo mu je tudi zasesti avstrijsko enklavo Pordenone (1262 ). Ko je grožnja, ki so jo predstavljali gibelini in zlasti Ezzelino, prenehala, se je soočil s koroškim vojvodo Ulrikom III. in goriškim Albertom I., ki sta dala ubiti Alberta da Colliceja, vicedoma škofa Concordie, in njegovo spremstvo na hribu Medeja (1268 ) in ujela patriarha v Villanovi dello Judrio (20. julija 1267 ), izpustila sta ga je šele 27. avgusta, potem ko je garantiral nekaznovanje in je bil  sklenjen mirovni sporazum (1259).
Gregor žalitve ni pozabil, vendar je umrl med vojaškimi operacijami proti samemu Albertu. Leta 1268 je podpisal tudi sporazum z Beneško republiko, v katerem so bile določene meje pripadajočih posesti v Istri , ozemlju, ki je bilo dolgo časa v sporu med državama. Notranjepolitično je patriarh podelil v fevd plemiški družini Montegnacco (1254) grad Cassacco in trg v Tolmezzu (1258 ).